# Coal Creek (Comtat de Boulder)
Coal Creek és una concentració de població designada pel cens dels Estats Units a l'estat de Colorado. Segons el cens del 2000 tenia 2.323 habitants.

## Demografia
Segons el cens del 2000, Coal Creek tenia 2.323 habitants, 985 habitatges, i 650 famílies. La densitat de població era de 95,1 habitants per km².
Per edats la població es repartia de la següent manera: un 20,9% tenia menys de 18 anys, un 4,3% entre 18 i 24, un 38,5% entre 25 i 44, un 31,4% de 45 a 60 i un 4,9% 65 anys o més.
L'edat mediana era de 40 anys. Per cada 100 dones de 18 o més anys hi havia 116,6 homes.
La renda mediana per habitatge era de 73.750 $ i la renda mediana per família de 79.129 $. Els homes tenien una renda mediana de 48.295 $ mentre que les dones 34.856 $. La renda per capita de la població era de 34.911 $. Entorn del 2,7% de les famílies i el 3,6% de la població estaven per davall del llindar de pobresa.

## Poblacions més properes
El següent diagrama mostra les poblacions més properes.